# Cruisin'
Cruisin' is een album van de Amerikaanse popgroep Village People, uitgebracht op 25 september 1978.

## Singles
- "Y.M.C.A." werd als eerste en enige single van het album uitgebracht op 13 november 1978. Dit werd een grote hit. Het haalde de eerste plaats in de Nederlandse en Vlaamse hitlijsten en het staat al jaren in de Radio 2 Top 2000.

## Tracklijst
| Nr. | Titel                               | Duur  |
| --- | ----------------------------------- | ----- |
| 1.  | "Y.M.C.A."                          | 4:47  |
| 2.  | "Medley: The Women / I'm a Cruiser" | 12:57 |
| 3.  | "Hot Cop"                           | 6:19  |
| 4.  | "My Roommate"                       | 5:20  |
| 5.  | "Ups and Downs"                     | 6:21  |